# St. Mariä Himmelfahrt (Solingen)

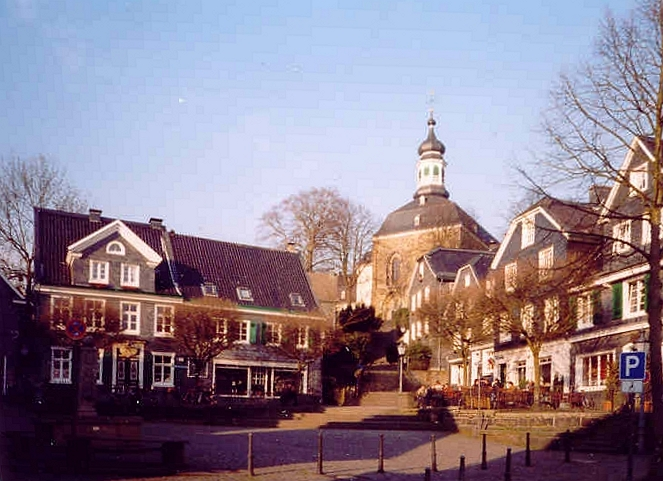
Pfarrkirche St. Mariä Himmelfahrt

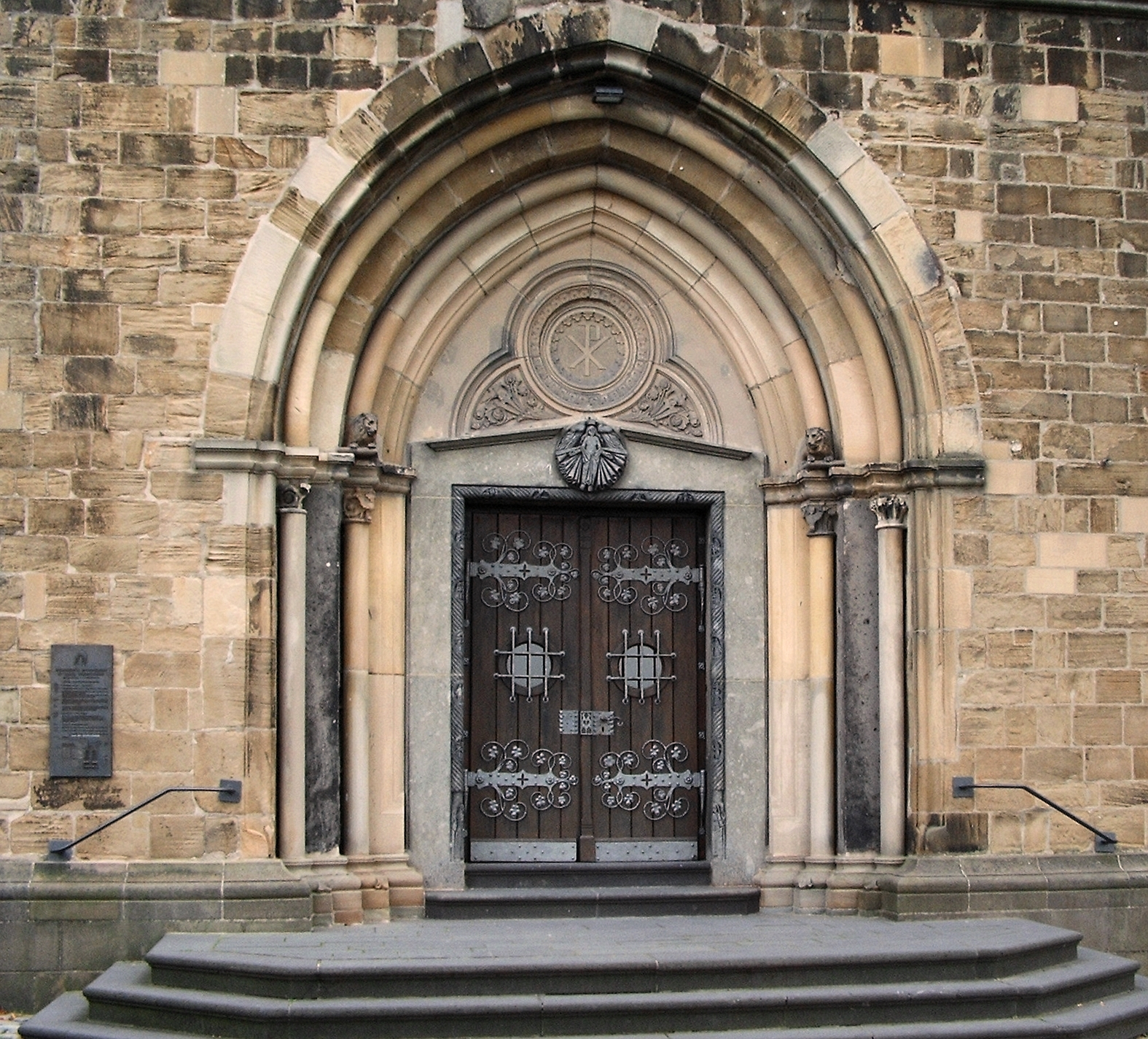
Portal

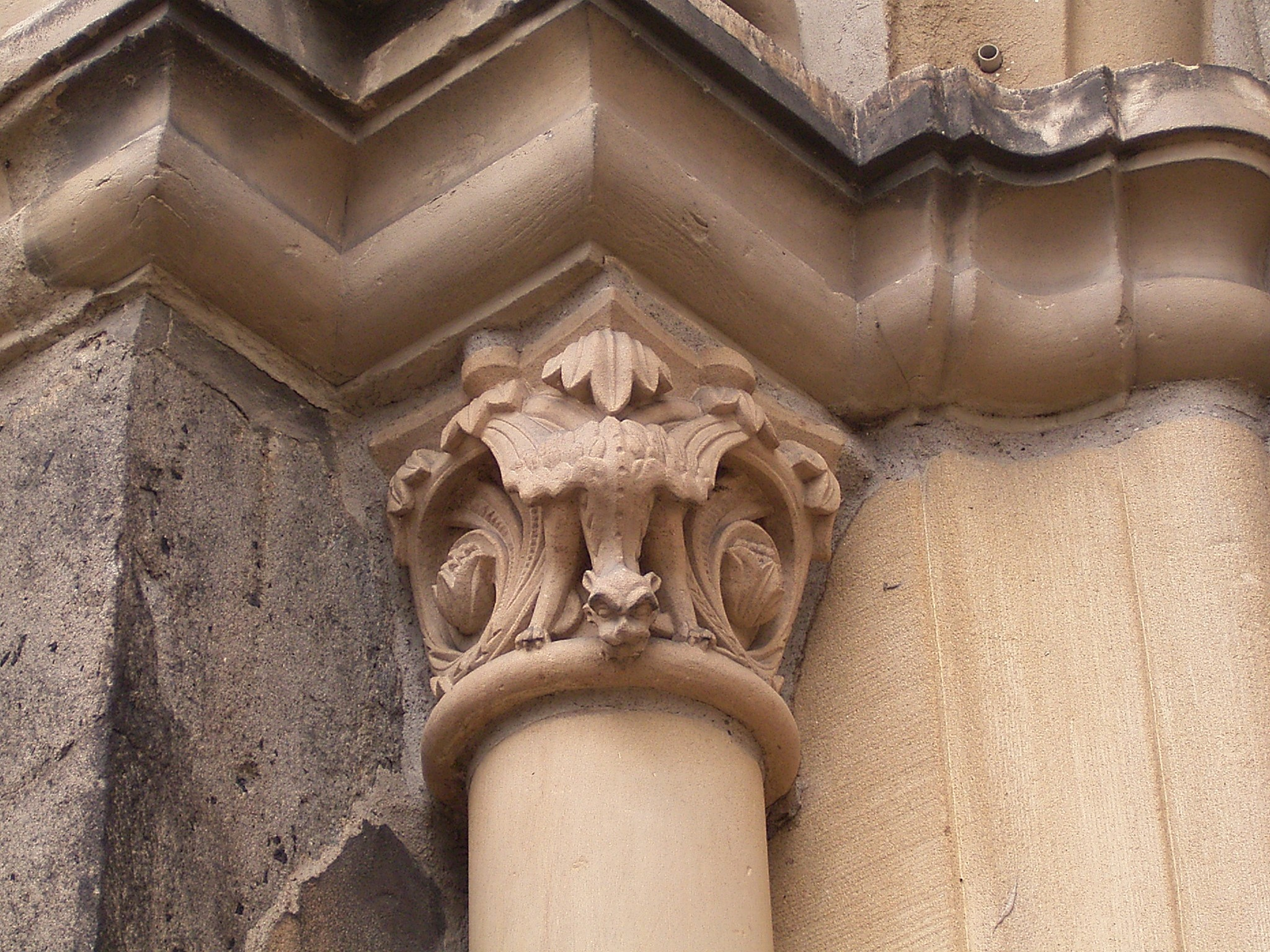
Detail des Portals

Die Pfarrkirche St. Mariä Himmelfahrt ist eine römisch-katholische Kirche in Solingen-Gräfrath. Sie gehört zum Gebäudeensemble des ehemaligen Klosters Gräfrath.

## Geschichte
Die Kirche beruht auf einem Vorläuferbau Cappella Greverode, der vor 1180 entstanden ist. Teile eines zweiten Kirchenbaus, einer romanischen Pfeiler-Emporenbasilika von 1195, sind in der linken Mittelschiffswand nach Freilegung 1991 sichtbar. 1185 bis 1187 entstand hier das Damenstift Gräfrath der Augustiner Chorfrauen. 1250 errichtete man den Westbau im Übergangsstil. Das gotische Portal und die südliche Achse sind noch vorhanden. Nach 1300 entstand der dritte Kirchenbau als Erweiterung zur zweischiffigen Hallenemporenkirche. 1666, 1685 und 1717 wurde die Kirche durch Brände in Gräfrath zerstört.
Der aktuelle vierte Kirchenbau, als Wiederaufbau unter Beibehaltung romanischer und gotischer Außenmauern, wurde 1727 abgeschlossen. 1748 erfolgte die barocke Ausstattung.
1803 wurde das Kloster unter Napoleon aufgehoben und der Kirchenbau zu einer Pfarrkirche umgewandelt. Spätromanische Bestandteile wurden 1851, 1878 und 1991 restauriert.

## Baudenkmal
Am 2. Oktober 1984 wurde die Kirche mit der Hausanschrift Klosterhof 6 als Baudenkmal anerkannt.

## Orgel
Die Orgel geht zurück auf ein Instrument, das 1893 von dem Orgelbauer Clemens Schneider mit 20 Registern auf zwei Manualen und Pedal erbaut wurde. Bereits im Jahre 1912 wurde das Instrument durch den Orgelbauer Johannes Klais (Bonn) in klanglicher und technischer Hinsicht mehr oder minder neu erbaut. Das Instrument hat heute 22 Register auf zwei Manualwerken und Pedal und ist romantisch disponiert. Die Spiel- und Registertrakturen sind mechanisch.
| I Hauptwerk C–g3 |             |       |
| 1.               | Bordun      | 16′   |
| 2.               | Principal   | 8′    |
| 3.               | Flauto      | 8′    |
| 4.               | Salicional  | 8′    |
| 5.               | Dulciana    | 8′    |
| 6.               | Octave      | 4′    |
| 7.               | Quinte      | 2 ⁄3′ |
| 8.               | Superoctave | 2′    |
| 9.               | Mixtur IV   |       |
| 10.              | Trompete    | 8′    |

| II Schwellwerk C–g3 |               |    |
| 11.                 | Hornprincipal | 8′ |
| 12.                 | Doppelflöte   | 8′ |
| 13.                 | Sologamba     | 8′ |
| 14.                 | Aeoline       | 8′ |
| 15.                 | Vox coelestis | 8′ |
| 16.                 | Traversflöte  | 4′ |
| 17.                 | Flautino      | 2′ |

| Pedalwerk C–d1 |             |     |
| 18.            | Contrabass  | 16′ |
| 19.            | Subbass     | 16′ |
| 20.            | Octavbass   | 8′  |
| 21.            | Violoncello | 8′  |
| 22.            | Posaune     | 16′ |

- Koppeln: II/I (als Suboktav-, Normal- und Superoktavkoppeln), I/P, II/P